# Roucheria schomburgkii
Roucheria schomburgkii là một loài thực vật có hoa trong họ Linaceae. Loài này được Planch. miêu tả khoa học đầu tiên năm 1848.